# Nino Bibbia
Nino Bibbia (Bianzone, 15 de março de 1922 — St. Moritz, 28 de maio de 2013) foi um piloto de skeleton e de bobsleigh italiano. Ele conquistou uma medalha de ouro olímpica no skeleton em 1948 e disputou as provas de duplas e por equipes de bobsleigh nos Jogos de 1948.